# Zeoke (Lazarevac)
Zeoke (em cirílico:Зеоке) é uma vila da Sérvia localizada no município de Lazarevac, pertencente ao distrito de Belgrado, na região de Kolubara. Possuía uma população de 796 habitantes segundo o censo de 2002.

## Demografia
| 1948 | 1953 | 1961  | 1971  | 1981 | 1991 | 2002 |
| ---- | ---- | ----- | ----- | ---- | ---- | ---- |
| 925  | 985  | 1 011 | 1 052 | 895  | 883  | 796  |